# Signal (Messenger)
 For alternative betydninger, se Signal (flertydig). (Se også artikler, som begynder med Signal)
Signal er en gratis, reklamefri og krypteret app til instant messaging, som er udviklet af Signal Foundation og Signal Messenger LLC. Det er en uafhængig nonprofit organisation, som har til formål at udvikle open source-privatlivsteknologi, der beskytter ytringsfriheden og muliggør sikker global kommunikation.
Med Signal kan man sende og modtage beskeder på skrift, som lyd eller video både en-til-en eller i grupper med op til 1000 deltagere. Appen kan også bruge til foretage egentlige lyd- og videoopkald direkte mellem to brugere eller som gruppeopkald med op til 40 deltagere. I den henseende minder Signal derfor meget om apps som WhatsApp, iMessage og Facebook Messenger. Til forskel fra disse bygger Signal dog på Open Source software, som er åben for uvildig kontrol.
Signal er kendt som en af de mest sikre beskedtjenester og anbefales herhjemme af blandet andet Center for Cybersikkerhed. Ligeledes har man i EU-Kommissionen efter signende anbefalet personalet at benytte Signal for at øge kommunikationsikkerheden. Det skyldes primært, at Signal-beskeder altid er end-to-end krypteret, hvilket betyder, at ingen andre end den tiltænkte modtager kan få adgang til dine beskeders indhold - heller ikke Signal selv.
Signal er tilgængelig som app til både Android og iOS og fungerer på tværs af disse platforme. Der findes også en desktop-version til Windows, macOS og Linux. Desktop-versionen kræver dog, at man også har appen på sin smartphone.
I januar 2021 havde Signal globalt ca. 40 millioner månedlige aktive brugere. Til og med maj 2021 var appen blevet downloadet mere end 105 millioner gange. Til sammenligning blev WhatsApp, der ejes af Meta (Facebook), downloadet ca. 5 milliarder gange i 2020.